# Mariola Fuentes

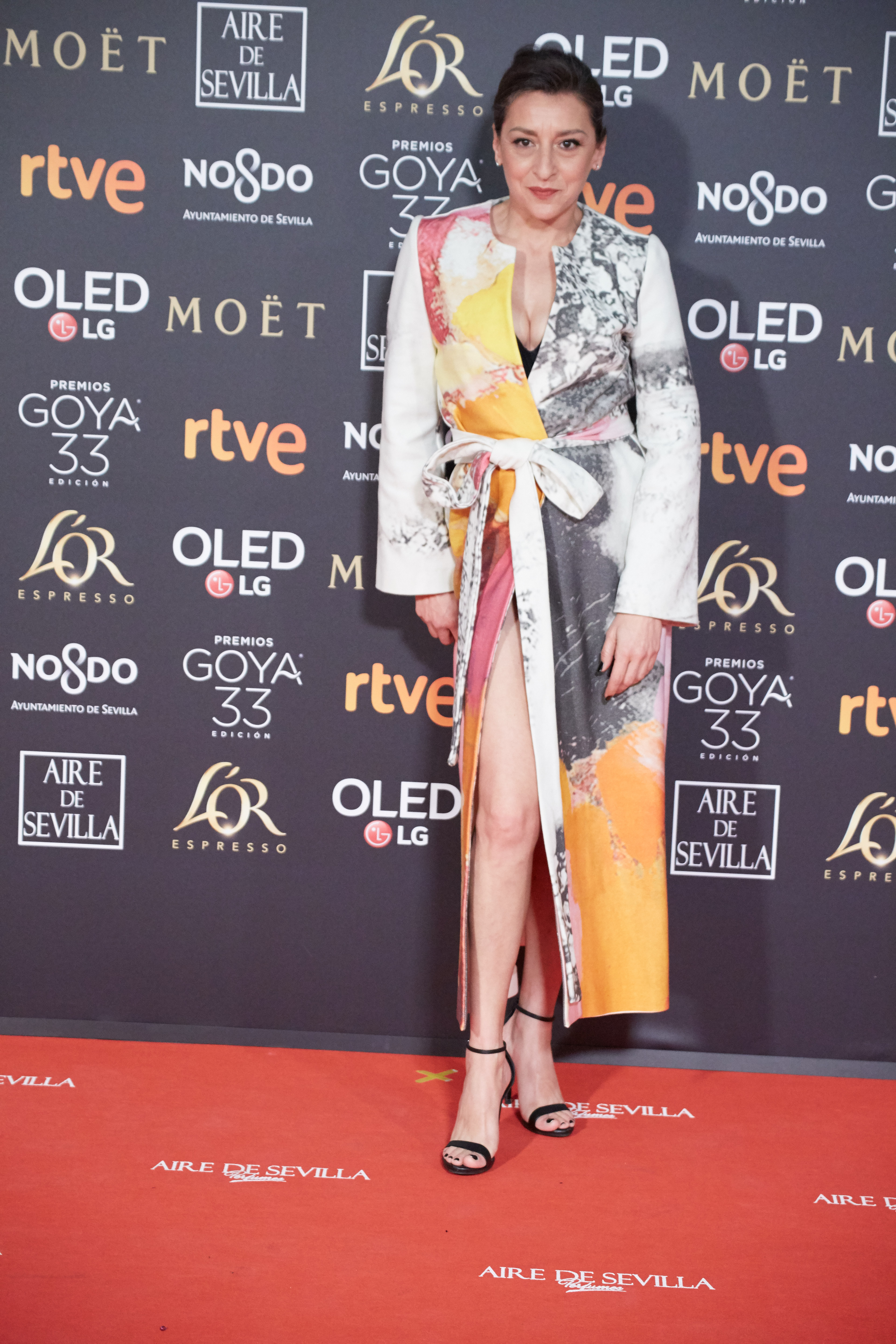
Mariola Fuentes als Premis Goya 2019

María de los Dolores «Mariola» Fuentes Cuevas (Marbella, 12 d'agost de 1970) és una actriu espanyola.
És la quarta de set germans. A començaments dels 1990 va anar a Madrid a treballar en el cabaret. Sol interpretar papers tragicòmics. Va començar a ser coneguda arran del seu paper de 1997 a Perdona bonita, pero Lucas me quería a mí i a la sèrie Médico de familia. El 1998 el seu paper a la sèrie de TVE 1 A las once en casa va tenir un gran acolliment del públic. El 2001 va actuar al costat de Sergi López i Ayats a la pel·lícula El cielo abierto, en la qual, per primera vegada, va interpretar un paper protagonista. El 2002 va guanyar el premi Unión de Actores a la millor actriu de repartiment de cinema pel seu treball a la pel·lícula de Pedro Almodóvar Hable con ella.
Va participar, entre 2004 i 2006, en un paper secundari a la sèrie de televisió Mis adorables vecinos i el 2009 va treballar a la pel·lícula de Pedro Almodóvar Los abrazos rotos. Des de 2013 i fins al 2014 va interpretar Candela, a la sèrie Vive cantando de la cadena Antena 3. El 2014 se li va detectar un càncer de mama, que va superar el 2017 i li fou atorgat el premi Yo Mujer. El 2019 va rebre el Premi Màlaga Cinema al Festival de Màlaga per la seva trajectòria professional.

## Filmografia
- ¡Ay, mi madre! (2019)
- Kiki, el amor se hace (2016)
- Los muertos no se tocan, nene (2011)
- Nacidas para sufrir (2009)
- Él nunca lo haría (2009)
- Los abrazos rotos (2009)
- Chuecatown (2007)
- Manuela (2006)
- Volando voy (2006)
- La vida perra de Juanita Narboni (2005)
- Trileros (2003)
- ¡Descongélate! (2003)
- Dos tipos duros (2003)
- Hotel Danubio (2003)
- Poniente (2002)
- Hable con ella (2002)
- El cielo abierto (2001)
- Sexo por compasión (2000)
- Las buenas intenciones (2000)
- Manolito Gafotas (1999)
- O me quieres o me mato (1999)
- La primera noche de mi vida (1998)
- El grito en el cielo (1998)
- Torrente, el brazo tonto de la ley (1998)
- Insomnio (1998)
- Carne trémula (1997)
- ¿De qué se ríen las mujeres? (1997)
- Perdona bonita, pero Lucas me quería a mí (1997)
- Chevrolet (1997)
- Días contados (1994)

## Sèries de televisió
| Any            | Títol                  | Canal          | Personatge       | Notes       |
| -------------- | ---------------------- | -------------- | ---------------- | ----------- |
| 1994           | Villarriba y Villabajo | La 1 (TVE)     |                  | 25 episodis |
| 1997           | Médico de familia      | Telecinco      | Raquel           | 11 episodis |
| 1997 - 1998    | A las once en casa     | La 1 (TVE)     | Charito          | 38 episodis |
| 2000           | El grupo               | Telecinco      | Marga Montesinos | 11 episodis |
| 2001           | 7 vidas                | Telecinco      | Carmen           | 1 episodi   |
| 2004           | Paco y Veva            | La 1 (TVE)     | Electra          | 5 episodis  |
| 2005           | Mis adorables vecinos  | Antena 3       | Cuqui            | 31 episodis |
| 2008           | Hospital Central       | Telecinco      | Natalia          | 3 episodis  |
| 2013 - 2014    | Vive cantando          | Antena 3       | Candela          | 25 episodis |
| 2018           | El Continental         | La 1 (TVE)     | Clara            | 10 episodis |
| 2018           | Arde Madrid            | #0 (Movistar+) | Lola Flores      | 1 episodi   |
| 2019 - present | Instinto               | #0 (Movistar+) | Sonia            | ¿? episodis |
| 2020 - present | Señoras del (h)AMPA    | Telecinco      | Yoli             | ¿? episodis |

### Programes
- El gran reto musical (2017)
- Me resbala (2017)
- Tu cara me suena (2020)[7]

## Teatre
- ¡Manos quietas! (2010)
- El manual de la buena esposa (2012)
- The Hole Zero (2016)
- El florido Pensil (2017)